# Pachycerianthus delwynae
Espèce
Pachycerianthus delwynae est une espèce de la famille des Cerianthidae.

## Systématique
Le nom valide complet (avec auteur) de ce taxon est Pachycerianthus delwynae Carter, 1995.
Pachycerianthus delwynae a pour synonyme :
- Pachycerianthus longistriatus Carter, 1995

## Publication originale
- (en) Scott Carter, « Pachycerianthus (Anthozoa: Ceriantharia: Cerianthidae); two newly described species from Port Jackson, Australia », Records of the Australian Museum, Sydney, Australian Museum et Shane F. McEvey (d), vol. 47, no 1,‎ 1995, p. 1-6 (ISSN 0067-1975 et 2201-4349, OCLC 1385608, DOI 10.3853/J.0067-1975.47.1995.3, lire en ligne).